# Huang Yu-Jen
Huang Yu-Jen (9 de junio de 1997) es un deportista taiwanés que compite en taekwondo.
Ganó una medalla en el Campeonato Mundial de Taekwondo de 2017, y dos medallas en el Campeonato Asiático de Taekwondo en los años 2018 y 2021. En los Juegos Asiáticos de 2014 consiguió una medalla de plata.

## Palmarés internacional
| Representando a China Taipéi |                              |                   |           |
| Campeonato Mundial           |                              |                   |           |
| Año                          | Lugar                        | Medalla           | Categoría |
| 2017                         | Muju (Corea del Sur)         | Medalla de plata  | –68 kg    |
| Juegos Asiáticos             |                              |                   |           |
| Año                          | Lugar                        | Medalla           | Categoría |
| 2014                         | Incheon (Corea del Sur)      | Medalla de plata  | –54 kg    |
| Campeonato Asiático          |                              |                   |           |
| Año                          | Lugar                        | Medalla           | Categoría |
| 2018                         | Ciudad Ho Chi Minh (Vietnam) | Medalla de bronce | –68 kg    |
| 2021                         | Beirut (Líbano)              | Medalla de oro    | –68 kg    |